# 욕망자
〈욕망자〉(일본어: 欲望者 요쿠보모노[*])는 일본의 여성 아이돌 그룹 NMB48의 18번째 싱글 앨범으로, 2018년 4월 4일 발매되었다.